# 強本西進
強本西進（きょうほんせいしん）とは、陳水扁政権初期（2000から2002年頃）に採用した積極的な対中政策。強本とは中華民国(台湾)の地位向上・強化を指す。西進とは西つまり中華人民共和国(中国大陸)との経済交流の活発化を指す。一見矛盾する二つの目標を同時に追求し、台湾が抱える問題を一挙に解決しようとした政策方針であった。

## 背景
強本西進には、二つの目的があり、それぞれに背景がある。
民進党は元来、台湾共和国の建設を主張する台湾独立派であった。しかし、2000年総統選挙での勝利を目指し、1999年に台湾前途決議文を採択して、独立路線を棚上げした。そして、中華民国を事実上の台湾国家として事実上認知し、その地位向上を目指した。
それと同時に、対中国政策においても現実的な方針を示そうとした。李登輝政権においては、中国との経済交流を規制する戒急用忍政策を唱え、また三通の早期前面実現を避けていた。しかし、民進党は経済界の支持も得ることで現実路線の証とすることを図ろうとした。というのも、元々民進党を支えていた許文龍の奇美集団や、富邦など本土派大企業・財閥も中国大陸への投資を行っていた。また、長栄集団(海運・航空)の張栄発や施振栄・元エイサー会長・現BenQ会長らは、民進党の柔軟姿勢に期待し、対中経済交流の解禁を促すために陳水扁を支持した。

## 具体的な政策

### 四不一没有
積極的に中華人民共和国(中国)と向き合い、交渉する前提として、中国側がテーブルにつく必要があった。辜寬敏によれば、アメリカは陳水扁総統に台湾独立路線の放棄を要求し、その代わり、中国との対話を促し、仲介を行うことを約束したという。この約束は結果的に守られなかったが、当時は、中華民国の否定もしくは中華民国からの独立という意味での「台湾独立」を放棄する代償と考えられていた。つまり、陳水扁総統は、事実上の台湾国家である中華民国を中華人民共和国が承認することを期待していたのである。

### 経済統合および自由貿易協定
中華民国(台湾)の地位向上と、中国との経済交流の促進という矛盾を実現する手段として、経済統合の実現が図られた。まず、経済統合の第一歩として、自由貿易協定の提案が想定された。当時、台湾は既に世界貿易機関加盟交渉がほぼ終了し、中華人民共和国の加盟交渉が終了するのを待って、両国が同時加盟するのを待つばかりであった。その後は、両国はWTO規定(GATT24条、GATS5条)によるFTA締結が可能となる。また台湾はWTOに「台湾、澎湖、金門、馬祖」独立関税領域として加盟しているが、中国に従属しない政府の地位を持っている。こうした国際的な枠組みにおいて、協定(条約)を締結すれば、中華民国(台湾)と中華人民共和国が真に対等であることが確定すると考えられたのである。同時にFTA締結は、同時に経済交流にも貢献するはずである。
陳水扁と林義雄民進党主席(当時)は、1999年に既に中国とのFTA(さらに関税同盟)の締結について、公言していた。また陳水編成権成立後の2000年中に、台湾の官僚が中国とのFTA締結を示唆する発言を行った。そして中国側の官僚からも経済統合が可能であるとの発言が行われた。さらに、2000年大晦日の演説において、陳水扁総統は「経済統合からはじめ、やがて政治統合や文化の統合に至るであろう」と統合論を提起した。中国語では経済統合を「経済整合」と呼ぶが、「統一」により近いイメージを持たせるため、あえて「統合」という用語を用いたのである。しかし、いずれも公開の場の発言とはいえ、両国間の交渉は全く行われず、単なる態度表明に過ぎなかった。

## 結果
強本西進政策の鍵は、中国側の反応であった。中国は当初FTA締結に前向きな姿勢を見せたものの、強本西進の狙いである中華民国の承認という問題に気づき、反応しなくなる。むしろ、中華民国を承認する国への援助攻勢を強めた。2002年8月、陳水扁総統が民進党総統に就任するのと同日、中国はナウルとの国交樹立を発表した。
そのため、陳水扁総統は面子を潰され、また台湾独立路線を棚上げしておくメリットが失われた事を思い知らされた。そして、世界台湾同郷会へのメッセージにおいて、中国と台湾は一辺一国(別々の国)であるとの発言を行った。こうして、強本西進は事実上放棄された。しかし、現在でも陳水扁総統は、中国側が台湾を正視して政府間交渉に応じるなら、FTA締結や経済統合は可能であると述べている。ただし、2003年に中国と香港との間で結ばれたCEPAは、一国二制度の元にある香港のように台湾を扱うものだとして、反対している。